# Amoroto
Amoroto ist eine Gemeinde im spanischen Baskenland, Provinz Bizkaia. Die Gemeinde hatte 394 Einwohner (Stand: 2024). Die Gemeinde besteht aus den Ortsteilen Elexalde, Odiaga, Ugaran und Urrutia.

## Geografie
Amoroto liegt als Ort etwa fünf Kilometer südlich der Atlantikküste in einer Höhe von ca. 185 m. Die Provinzhauptstadt Bilbao liegt etwa 39 Kilometer westsüdwestlich.

## Bevölkerungsentwicklung
| Jahr      | 1970 | 1981 | 1991 | 2001 | 2011 | 2021 |
| Einwohner | 526  | 412  | 391  | 367  | 413  | 414  |

## Sehenswürdigkeiten
- Höhlen
- Martinskirche (Iglesia de San Martín)
- Michaeliskapelle
- Barbarakapelle

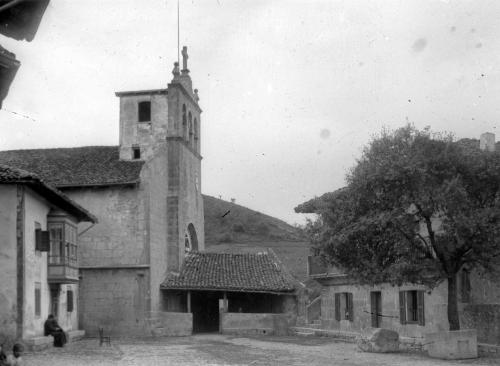
Martinskirche
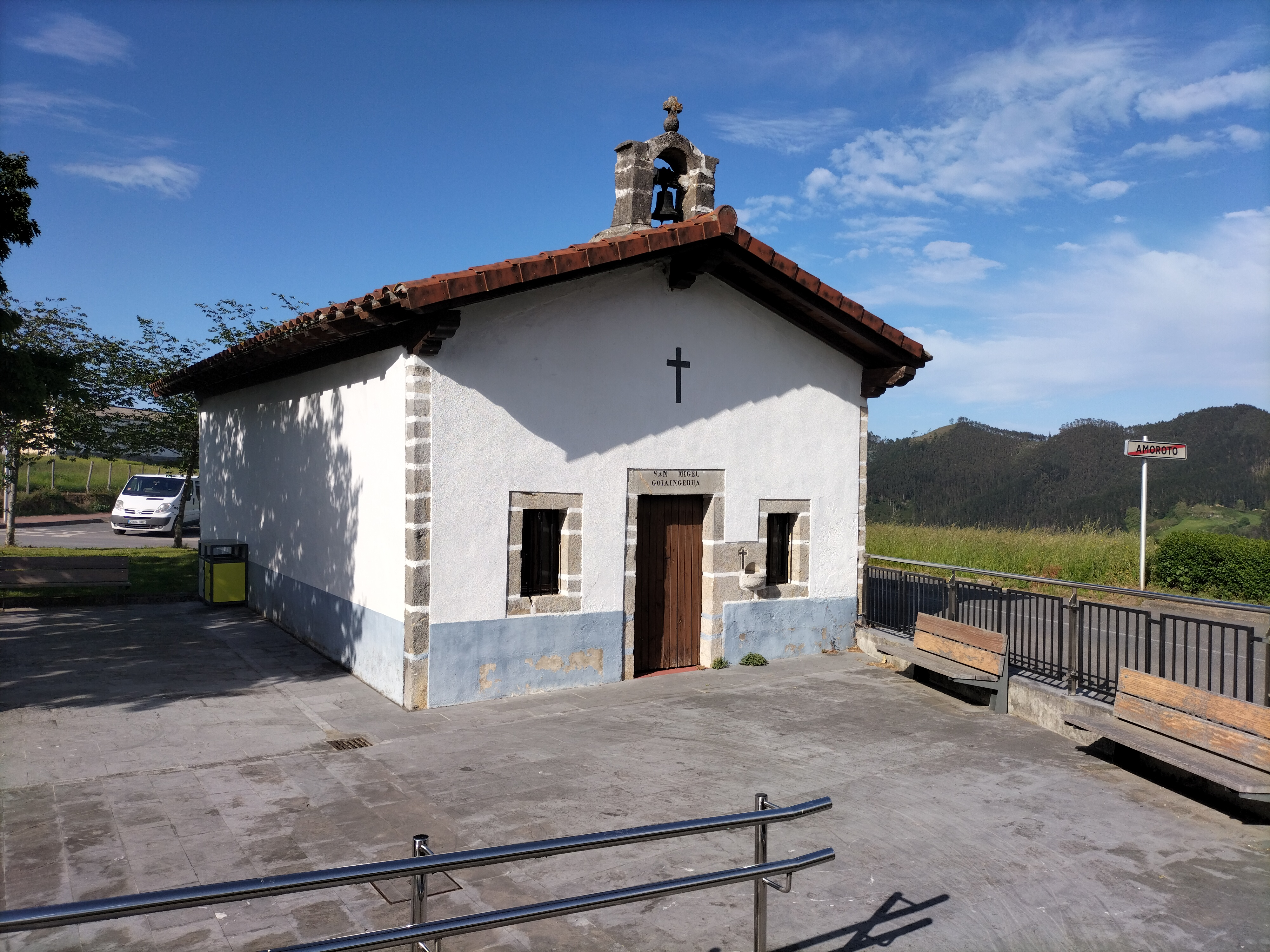
Michaeliskapelle